# Квини
Ма́нго души́стое, или Ма́нго благоуха́ющее, или Кви́ни (лат. Mangífera odoráta) — вид растений рода Манго (Mangifera) семейства Анакардиевые (Сумаховые). Встречается в Таиланде, Вьетнаме, Индонезии, Малайзии, Гуаме, на острове Рождества и Филиппинах.

## Ботаническое описание

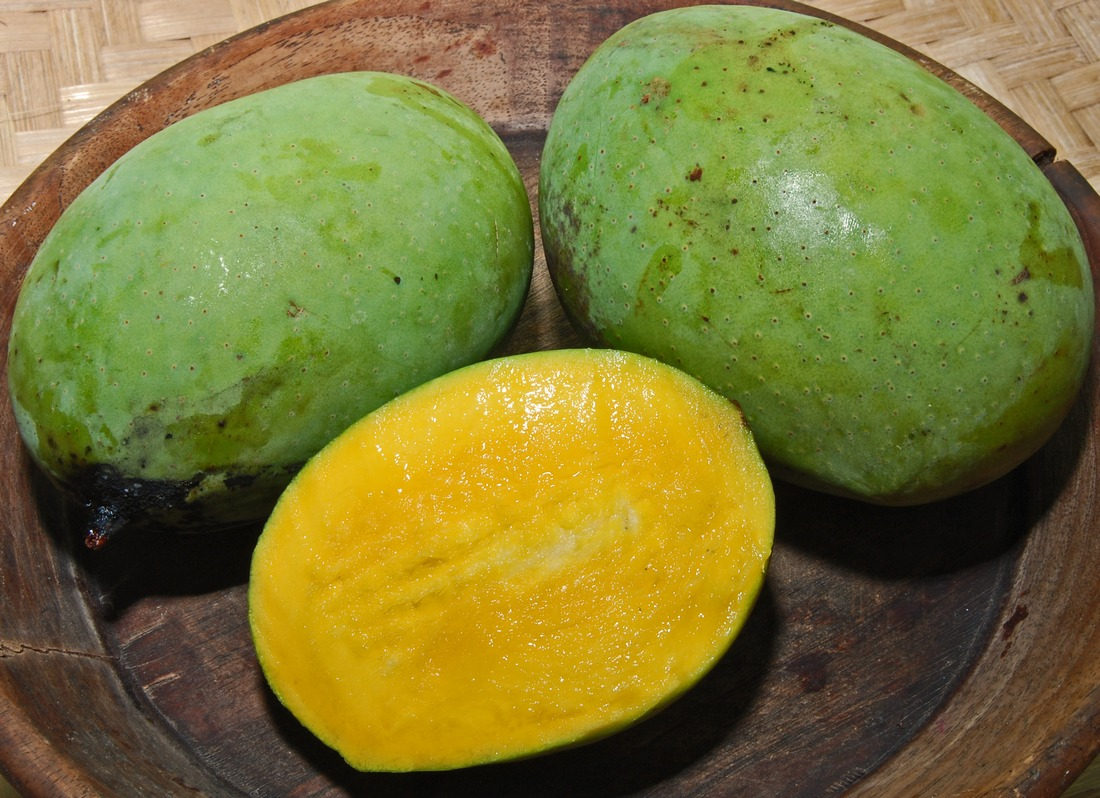
Плоды манго душистого

Вечнозелёное дерево высотой до 30 метров. Листья тёмно-зелёные, длиной до 30 см, яйцевидной формы с заострением на конце и клиновидным или округлённым основанием. Цветки красные, с 5 чашелистиками и 5 лепестками, собраны в пирамидальной формы соцветия.
Плоды овальные с коротким тупым клювиком, длиной до 13 см, кожура их матовая, зелёного цвета с красновато-коричневыми точечками. Кожура содержит едкий сок, который может вызвать раздражение кожи. Мякоть плода жёлтая или оранжевая, волокнистая, мягкая, сладкого вкуса, однако имеет неприятный смолистый привкус и запах скипидара. Косточка белая, плоская, длиной до 8 см.

## Использование
Спелые плоды квини едят в сыром виде, но их нужно тщательно очищать от едкой кожицы. Недозрелые плоды маринуют, используют в качестве приправы в различных блюдах.
Из семян делают муку. Также манго душистое используется как подвой для манго индийского. Кора деревьев применяется как противоэпилептическое средство, сок коры деревьев обладает раздражающим на кожу действием.